# Chinese Volleyball League 2004-2005 (maschile)
La Chinese Volleyball League 2004-2005 si è svolta dal 2004 al 2005: al torneo hanno partecipato 12 squadre di club cinesi e la vittoria finale è andata per la terza volta, la seconda consecutiva, allo Shanghai.

## Squadre partecipanti
| - Bayi - Beijing - Beijing Daxue - Hebei - Henan - Hubei | - Jiangsu - Liaoning - Shandong - Shanghai - Sichuan - Zhejiang |

## Premi individuali[1]
| Premio              | Giocatrice   | Squadra  |
| ------------------- | ------------ | -------- |
| MVP                 | Shi Hairong  | Jiangsu  |
| Miglior attaccante  | Lu Wei       | Jiangsu  |
| Miglior muro        | Cui Xiaodong | Shanghai |
| Miglior servizio    | Chen Fang    | Bayi     |
| 'Miglior allenatore | Chen Fulin   | Shanghai |

## Classifica finale[1]
| Pos | Squadra       | Verdetto                        |
| --- | ------------- | ------------------------------- |
| 1   | Shanghai      | Al campionato asiatico per club |
| 2   | Liaoning      |                                 |
| 3   | Bayi          |                                 |
| 4   | Jiangsu       |                                 |
| 5   | Zhejiang      |                                 |
| 6   | Shandong      |                                 |
| 7   | Sichuan       |                                 |
| 8   | Henan         |                                 |
| 9   | Beijing Daxue |                                 |
| 10  | Beijing       |                                 |
| 11  | Hubei         |                                 |
| 12  | Hebei         |                                 |